# Cortes de apelações dos Estados Unidos

Mapa dos limites geográficos das várias Cortes de Apelações e das cortes distritais dos Estados Unidos

As Cortes de apelações dos Estados Unidos (em inglês: United States courts of appeals) (ou circuitos de cortes) são cortes de apelação intermediárias do sistema de cortes federais dos Estados Unidos. Uma corte de recursos decide recursos advindo dos tribunais de distrito dentro do seu circuito judicial federal e, em alguns casos, de outros tribunais federais designados e agências administrativas.
As cortes de recursos dos Estados Unidos são consideradas os tribunais mais poderosos e influentes nos Estados Unidos. Devido a sua capacidade de estabelecer precedentes legais em regiões que cobrem milhares de cidadãos americanos, os tribunais de recursos dos Estados Unidos têm forte influência política sobre o direito americano. Além disso, como a Suprema Corte dos Estados Unidos escolhe revisar menos de 2% dos mais de 7.000 a 8.000 casos arquivados anualmente, as cortes de recursos dos Estados Unidos servem de árbitro final na maioria dos casos federais. O Nono Circuito em particular é muito influente, cobrindo 20% da população americana.

### Lista das Cortes de Apelações dos Estados Unidos
- Tribunal de Apelações dos Estados Unidos para o Primeiro Circuito
- Tribunal de Apelações dos Estados Unidos para o Segundo Circuito